# Waynesboro, Mississippi
Waynesboro är administrativ huvudort i Wayne County i Mississippi. Orten har fått sitt namn efter militären Anthony Wayne.